# قانون پیمان پرندگان مهاجر ۱۹۱۸
قانون پیمان پرندگان مهاجر در سال ۱۹۱۸ (MBTA)، تدوین شده در 16 U.S.C. §§ 703–712 (اگرچه §۷۰۹ حذف شده است)، یک قانون فدرال ایالات متحده است که برای نخستین بار در سال ۱۹۱۸ برای اجرای پیمان پرندگان مهاجر بین ایالات متحده و کانادا تصویب شد. این قانون، تعقیب، شکار، برداشتن، گرفتن، کشتن یا فروش تقریباً ۱۱۰۰ گونه پرنده‌ای را که در آن فهرست به عنوان پرندگان مهاجر فهرست شده است، غیرقانونی می‌داند. این قانون بین پرندگان زنده یا مرده تفاوتی قائل نمی‌شود و همچنین از هر بخش پرنده از جمله پر، تخم و لانه حمایت کامل می‌کند. به‌روزرسانی این فهرست در مارس ۲۰۲۰، تعداد گونه‌ها را به ۱۰۹۳ گونه افزایش داد.
خدمات شیلات و حیات وحش ایالات متحده مجوزهایی را برای فعالیت‌های ممنوعه تحت این قانون صادر می‌کند. این مجوزها شامل مجوزهای تاکسیدرمی، بازداری، تکثیر، استفاده علمی و آموزشی و کاهش جمعیت است که نمونه‌ای از آخرین آنها کشتن غازها در نزدیکی فرودگاه است، جایی که آنها خطری برای هواپیما هستند.

## بخش‌ها
- بند ۷۰۳: گرفتن، کشتن یا تصرف غیرقانونی پرندگان مهاجر
- بند ۷۰۴: تعیین اینکه چه زمانی و چگونه پرندگان مهاجر را می‌توان گرفت، کشت یا تسخیر کرد.
- ماده ۷۰۵: حمل و نقل یا ورود پرندگان مهاجر. زمانی که غیرقانونی است
- § ۷۰۶: بازداشت; حکم جستجو
- § ۷۰۷: تخلفات و مجازات‌ها؛ توقیفات
- § ۷۰۸: قوانین یا مقررات ایالتی یا سرزمینی
- بند ۷۰۹: حذف شد
- §709a: مجوز اعتبارات
- § ۷۱۰: بطلان جزئی؛ عنوان کوتاه
- § ۷۱۱: پرورش و فروش برای عرضه غذا
- § ۷۱۲: مقررات اجرایی معاهده و کنوانسیون. گرفتن فصلی پرندگان مهاجر برای نیازهای ضروری بومیان آلاسکا برای حفظ و نگهداری ذخایر پرندگان؛ حمایت و حفاظت از پرندگان

## پرندگان شکارشونده و گونه‌های شکارشده
کنوانسیون‌های پرندگان مهاجر با کانادا و مکزیک، «پرندگان شکارشونده» را به عنوان گونه‌های متعلق به خانواده‌های زیر تعریف می‌کند:
- مرغابیان (قو، غاز و اردک)
- یلوگان (یلوه، چنگرهای نوک‌سرخ و چنگرها)
- کلنگان (درناها)
- سلیمان (سلیم‌ها و خروس‌کُلی‌ها)
- صدف‌خواران (صدف‌خوارها)
- نوک‌خنجریان (چوب‌پاها و نوک‌خنجری‌ها)
- آبچلیکان (آبچلیک‌ها، شناگرها و وابستگان)
- کبوتران (کبوترها و قمری‌ها).